# Мост Честио
Мост Честио, Мост Цестия, или мост Святого Варфоломея (итал. Ponte Cestio, Ponte San Bartolomeo, лат. Pons Cestius) — древнейший после соседнего моста Фабрицио сохранившийся мост античного Рима. Соединяет правый берег реки Тибр (городской район Трастевере) с островом Тиберина, разделяющим в этом месте Тибр на два рукава. С противоположной стороны находится, также античный, мост Фабрицио. На острове во времена царя Тарквиния Гордого (534—509 г. до н. э.) находился храм Эскулапа (целителя), а затем, в Средние века, госпиталь, приют для бедных и церковь Сан-Бартоломео (Св. Варфоломея). В XV веке мост стали называть в честь святого Варфоломея по названию расположенной на острове церкви.

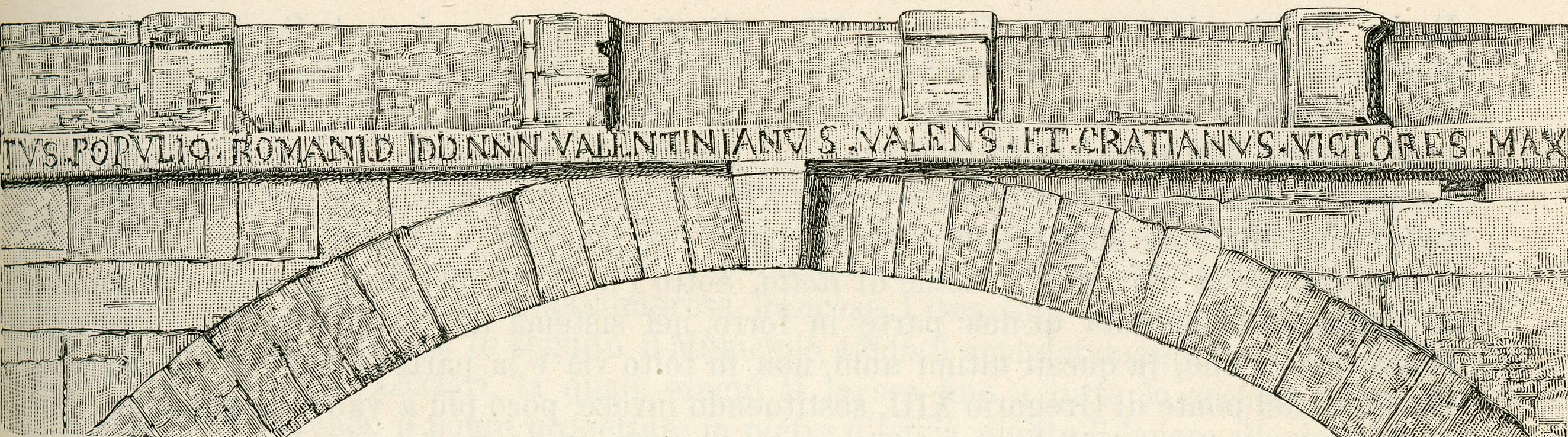
Историческая надпись на мосту Честио

## История
Сооружение возведено между 62 и 27 гг. до н. э. (по иным данным в 46 или 44 г. до н. э.), возможно, Луцием Цестием, братом Гая Цестия Эпулона, известного благодаря другому памятнику — пирамиде Цестия. В поздней античности мост был заменен и переименован в Понс Гратиани (лат. Pons Gratiani). Не более одной трети нынешнего каменного моста состоит из древних материалов, так как он был полностью обновлён в 1888—1892 годах после многочисленных предыдущих реставраций.
Мост Цестия после частичного разрушения был восстановлен с повторным использованием строительного материала в годы правления императора Антонина Пия в 152 году. На сооружении была установлена надпись в память о перестройке. В 370 году согласно латинскому историку V века Полемию Сильвию мост был отреставрирован и повторно посвящён как Понс Гратиани (лат. Pons Gratiani) братьям-соправителям Валентиниану I и Валенту, а также сыну Валентиниана Грациану.
На мосту и парапете на мраморных панелях были сделаны памятные надписи с именами императоров. Мост IV века, вероятно, следовал основным линиям предыдущей постройки. До реконструкции XIX века мост имел длину 48 м, пролёт центральной арки 23,65 м, ширину 8,2 м.
Другая реставрация имела место в 1191—1193 годах. В XVIII и XIX веках мост часто именовали: Понте Феррато (итал. Ponte Ferrato — Железный мост), из-за многочисленных цепей, которыми крепили мельницы на реке.

## Архитектура
Мост имеет три больших полуциркульных арки, он перестроен в середине II века с использованием квадров вулканического туфа и пеперина с облицовкой из известнякового травертина. Часть материала для восстановления происходит из снесенного портика близлежащего театра Марцелла. Строительство высокой набережной для сдерживания наводнений в 1888—1892 годах потребовало реконструкции старого моста. Древний мост с двумя небольшими арками по обе стороны от широкого центрального пролёта, имел недостаточную длину. Вместо него был построен новый мост с тремя большими арками. После перестройки длина моста составила 80,4 м.

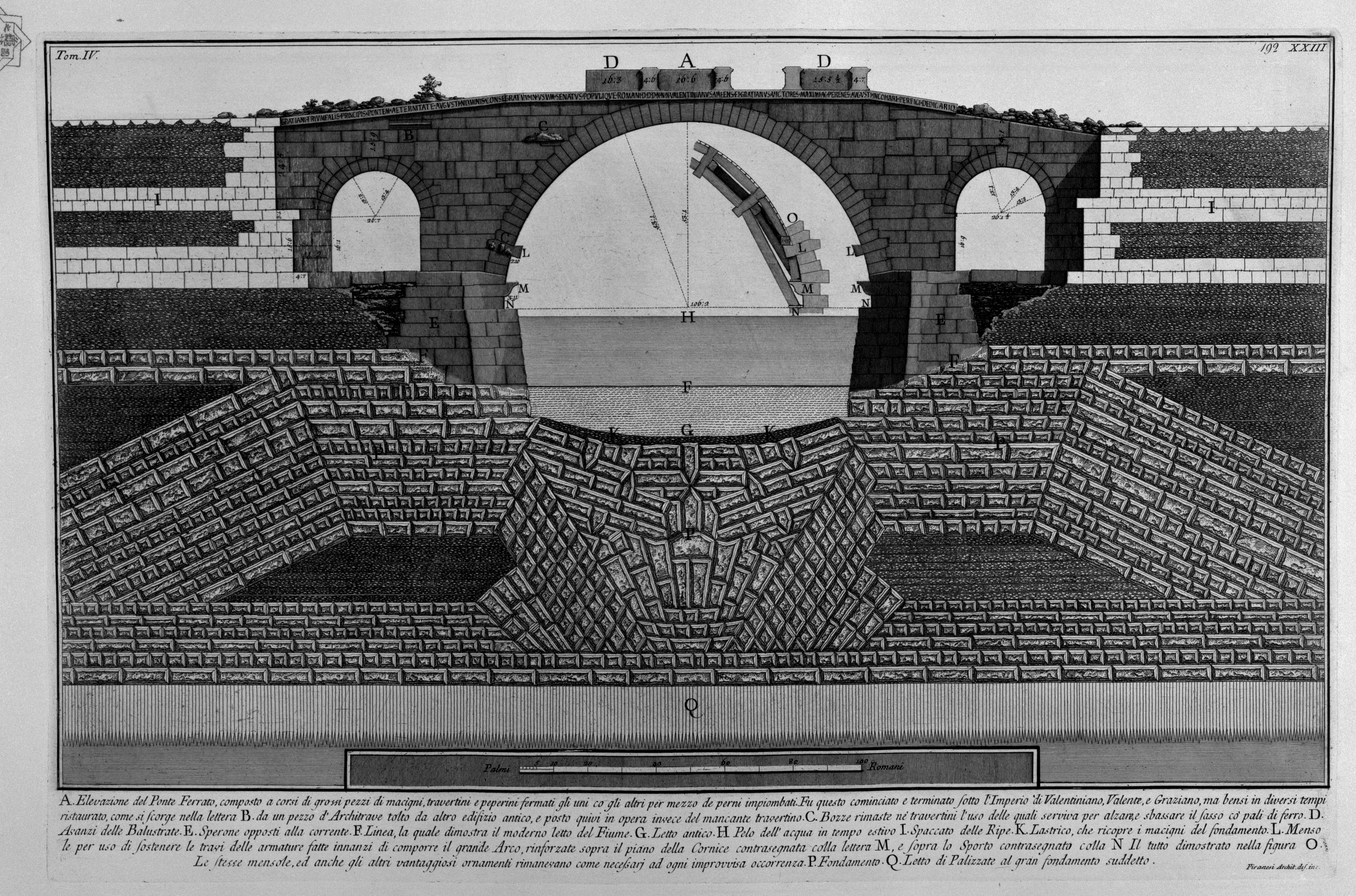
Дж. Б. Пиранези. Понте Феррато. 1756. Офорт
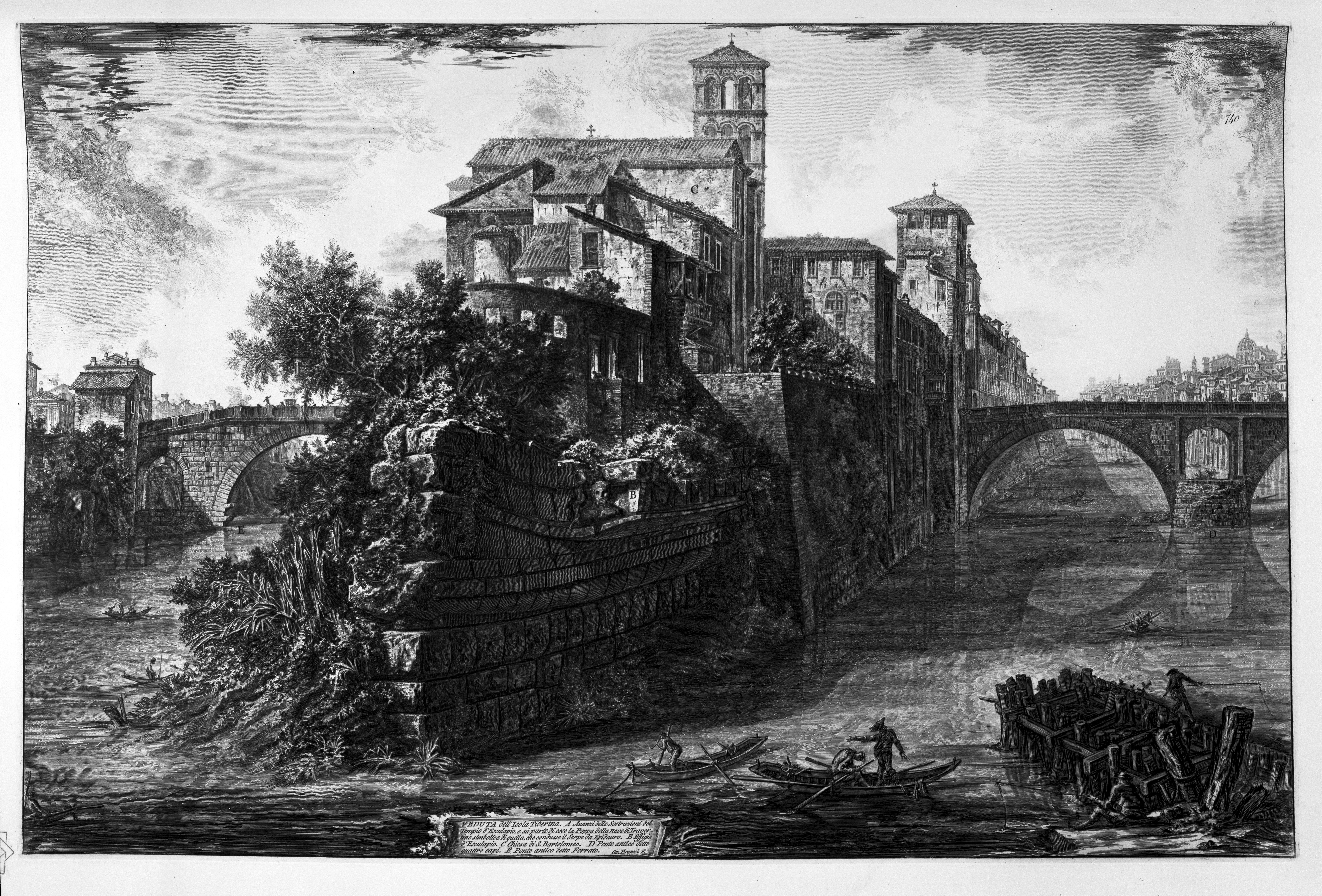
Дж. Б. Пиранези. Вид острова Тиберина. 1748-1774. Офорт. Справа — мост Фабричо, слева — мост Честио
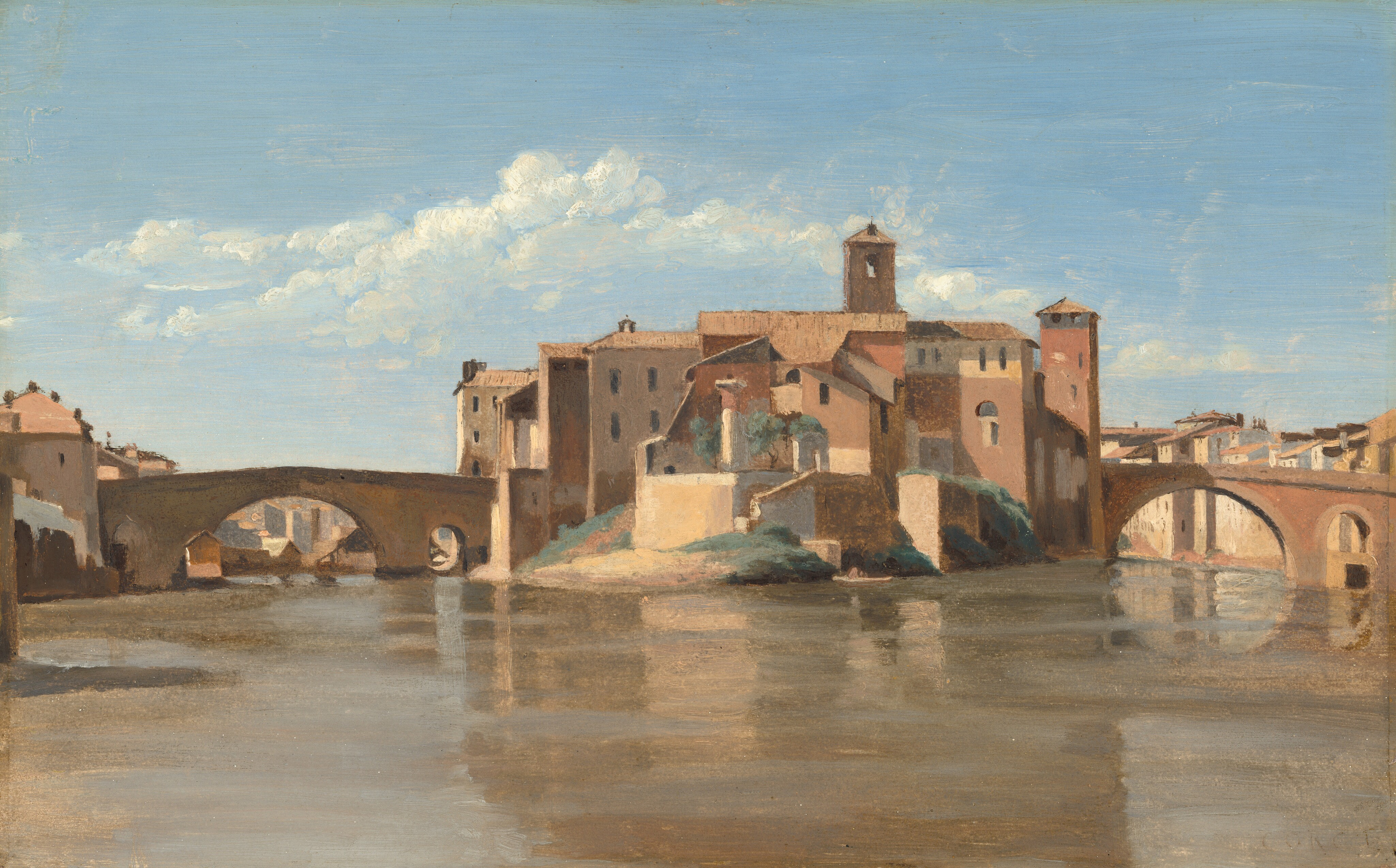
К. Коро. Остров Тиберина в Риме. 1825—1828. Национальная галерея искусства, Вашингтон
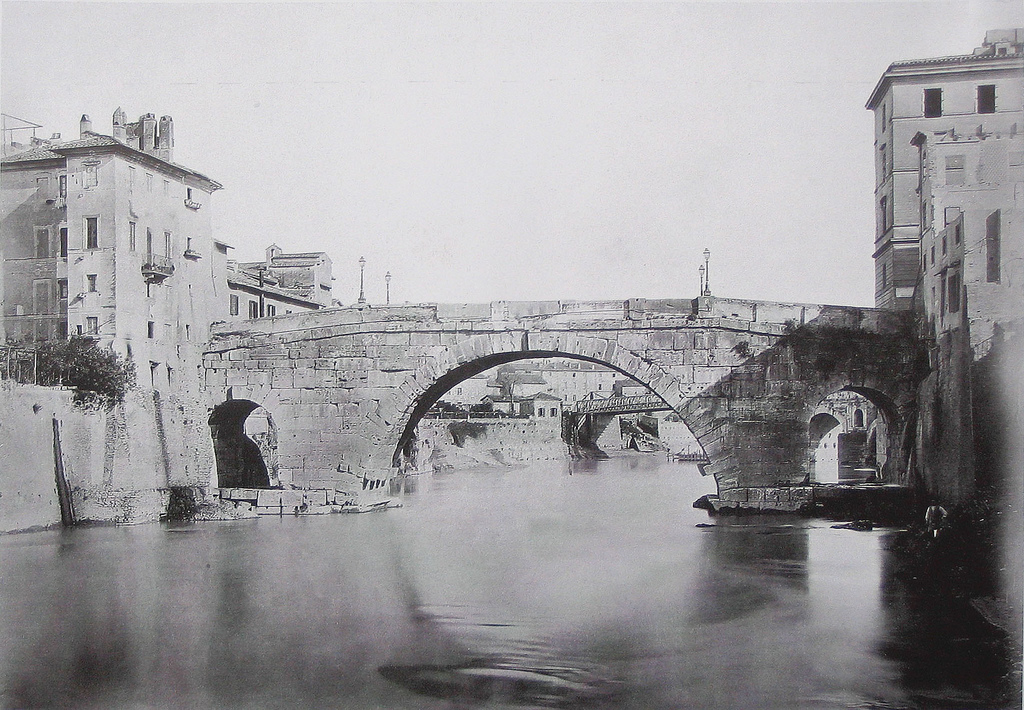
Мост Честио в 1880-х годах